# کیلی (بازیکن فوتبال)
کیلی (به پرتغالی: Clesly Evandro Guimarães) هافبک اهل برزیل است که در شهر Barra Bonita، ایالت سائوپائولو و در تاریخ ۲۸ آوریل ۱۹۷۵ به دنیا آمده‌است.
کیلی در تیم‌های فوتبال Bragantino، CD Logroñés، فلامینگو، Atlético-PR، توکیو، کروزیرو، باشگاه فوتبال العین، گرمیو، Atlético-PR سابقهٔ حضور دارد.